# Войцех Гаар
Во́йцех Га́ар (пол. Wojciech Haar; * ?, Львів — † після 1897) — архітектор. Походив із родини львівських скульпторів і живописців. Працював у Львові протягом 1865–1890 років. Член товариства будівничих у Львові. Обирався до міської ради другої каденції (1874—1876), де входив до секції будівництва і публічних робіт (секція III). Склав мандат передчасно. Проживав на вулиці Личаківській, 25.
Роботи
- Власний житловий будинок на вулиці Личаківській, 25 (бл. 1870).[4]
- Будинок на вулиці Панській, 22 (нині Франка, 20), збудований у 1874–1875 роках. У післярадянський час внаслідок перебудови неоренесансний декор будинку втрачено.[5][4]
- Перебудова кам'яниці № 2 на нинішній вулиці Друкарській у Львові (1876).[6]
- Спорудив 1879 року у стилі неоренесансу будинок № 6 на вулиці Міцкевича (нині Листопадового чину). До нашого часу не збережений. 1874 року спорудив будинок № 12 на тій же вулиці (перебудований 1892).[4]
- Надбудова четвертого поверху тильного крила будинку № 9 на вулиці Галицькій у Львові.[7]
- Керівництво перебудовою руїн костелу тринітарського монастиря на Преображенську церкву за проектом Сильвестра Гавришкевича.[8]